# Amblycratus fusca
Amblycratus fusca är en insektsart som beskrevs av Metcalf 1938. Amblycratus fusca ingår i släktet Amblycratus och familjen vedstritar. Inga underarter finns listade i Catalogue of Life.